# Isla Shahi
La isla Shahi o isla del Rey (en persa: جزیره شاهی) es la isla más grande del lago Urmia, en la provincia de Azerbaiyán Oriental, en Irán. Isla del Rey posee más de 23.000 hectáreas y está ubicada en la parte oriental del lago. La isla es la única habitada de este lago, y tiene cuatro pueblos, llamados Gamichi, Qeyqach, Burachlu y Sarai; están situados en las costas norte, este y sur de la isla. Hoy en día, por la paulatina reducción del lago, esta región está conectada a tierra firme, por lo que algunos no la consideran una isla.
En 1265 el rey mongol Hulagu Kan fue enterrado en una montaña de la isla, supuestamente con toda su riqueza, que era excepcional. Su tumba todavía no se ha encontrado.